# Chorenta biramiguelus
Chorenta biramiguelus là một loài bọ cánh cứng trong họ Cerambycidae. Loài này được Santos-Silva miêu tả khoa học lần đầu tiên năm 2004.